# Rada Trzech
Consiliul celor trei (Troica) (în limba poloneză: Rada Trzech) a fost un organ de conducere  colectivă creat de guvernul polonez în exil în 1954 având prerogativele Președintelui Poloniei. A fost format din trei membri ai guvernului, aleși de Rada Jedności Narodowej (Consiliul Unității Naționale), care, la rândul lui, funcționa ca un parlament în exil.
Troica a fost creată în 1954, după ce președintele August Zaleski a refuzat să renunțe la funcția sa după expirarea mandatului de 7 ani. în conformitate cu prevederile constituției poloneze din 1935, care era baza legală a existenței guvernului în exil, președintelui îi era permis să-și aleagă un succesor „în timp de război, în cazul în care mandatul său se încheie înainte ca un tratat de pace să fie semnat”. În  înțelegerea Actul Unității Naționale – Akt Zjednoczenia Narodowego dintre principalele partide politice se consemna că președintele își alege succesorul la fiecare șapte ani, prevedere respinsă de Zaleski.
La început, Rada Trzech a fost un comitet de opoziție autoproclamat, dar pe 21 iulie 1956, Rada Jedności Narodowej a acordat Troicii puterile șefului de stat. Rada Trzech a fost dizolvată în iulie 1972, după ce August Zaleski a murit pe 7 aprilie același an. Funcția de președinte a fost preluatăde  Stanisław Ostrowski.

## Membri
Membrii Rada Trzech au fost :
- 1954-1955
  - Władysław Anders
  - Tomasz Arciszewski
  - Edward Raczyński
- 1956-1966
  - Władysław Anders
  - Tadeusz Bór-Komorowski
  - Edward Raczyński
- 1966-1968
  - Władysław Anders
  - Roman Odzierzyński
  - Edward Raczyński
- 1968-1969
  - Władysław Anders
  - Stanisław Mglej
  - Edward Raczyński
- 1969-1970
  - Władysław Anders
  - Edward Raczyński
  - Alfred Urbański
- 1970-1972
  - Stanisław Kopański
  - Edward Raczyński
  - Alfred Urbański